# دنیایی که می‌شناسم
«دنیایی که می‌شناسم» (به انگلیسی: The World I Know) ترانه‌ای از گروه آلترنتیو راک کالکتیو سول و یکی از قطعه‌های آلبوم سال ۱۹۹۵ آن‌هاست که هم‌نام خود گروه است. این ترانه را اِد رولند (خواننده) و راس چیلدرن (گیتاریست) سروده‌اند. تک‌آهنگ «دنیایی که می‌شناسم» در زمان انتشارش در ایالات متحده تا ردهٔ ۱۹اُم بیلبورد هات ۱۰۰ صعود کرد و برای ۴ هفته، شماره ۱ جدول ترانه‌های داغ جریان اصلی راک مجلهٔ بیلبورد بود.

## رتبهٔ تک‌آهنگ در جدول‌های فروش کانادا و آمریکا
| جدول فروش (سال ۱۹۹۶ میلادی)                                                               | بالاترین جایگاه |
| ----------------------------------------------------------------------------------------- | --------------- |
| بیلبورد ۱۰۰ ترانهٔ داغ روز (ایالات متحده)                                                  | ۱۹              |
| ترانه‌های داغ جریان اصلی راک مجلهٔ بیلبورد (ایالات متحده)                                   | ۱               |
| ترانه‌های مدرن راک مجلهٔ بیلبورد (ایالات متحده)                                             | ۶               |
| جدول ترانه‌ها بر مبنای بیشترین دفعات پخش از ایستگاه‌های رادیویی مجلهٔ بیلبورد (ایالات متحده) | ۹               |
| جدول پرفروش‌ترین تک‌آهنگ‌های آرپی‌ام (کانادا)                                                 | ۱               |
| جدول ۳۰ تک‌آهنگ پرفروش آلترنتیو آرپی‌ام (کانادا)                                            | ۵               |